# Ty Simpkins
Pour les articles homonymes, voir Simpkins.
Ty Keegan Simpkins est un acteur américain né le 6 août 2001 à New York.

## Biographie
Ty Simpkins né le 6 août 2001, à New York, dans l’État de New York (États-Unis).
Il est le jeune frère de l'actrice Ryan Simpkins.

## Carrière
Il apparaît pour la première fois à la télévision à l'âge de trois semaines. Son premier rôle fut dans la série On ne vit qu'une fois, partageant le rôle récurrent de John « Jack » Cramer. Ty enchaîne ensuite un rôle récurrent dans le plus ancien feuilleton de la télévision américaine, Haine et Passion. Il y incarne le rôle de Jude Cooper Bauer durant presque quatre ans. Par la suite, il apparaît dans New York, section criminelle et dans plusieurs publicités.
Ty Simpkins apparaît au cinéma pour la première fois dans le film La Guerre des mondes (2005) de Steven Spielberg. Il joue ensuite Jude Law jeune dans Les Fous du roi (2006), ce qui le mène à son plus grand rôle en date : celui d’Aaron dans le film multi-récompensé Little Children (2006), aux côtés de Patrick Wilson et Kate Winslet. 
Ty poursuit avec le film Le Prix de la loyauté en 2008, dans lequel lui et sa sœur, l’actrice Ryan Simpkins, jouent les enfants de Colin Farrell. En 2008, il joue dans Gardens of the Night puis dans Les Noces rebelles, où il est encore aux côtés de sa sœur Ryan, et retrouve Kate Winslet.
Il a également été invité dans Les Experts, Private Practice et Family Of Four.
En septembre 2009, il signe pour incarner Luke dans le film Les Trois Prochains Jours (2010).
En 2011, il obtient un des rôles principaux dans le film d'horreur Insidious : il joue Dalton Lambert, le fils des personnages de Patrick Wilson et Rose Byrne.
En 2013, il reprend le rôle de Dalton Lambert dans Insidious : Chapitre 2. La même année, il se rend encore plus populaire en participant au film Iron Man 3 où il incarne Harley Keener, un petit garçon attachant qui aide Iron Man à vaincre ses ennemis. Il reprendra ce rôle en 2019 dans Avengers: Endgame lors d'une brève apparition à la fin du film.
En 2015, Il obtient l'un des rôles principaux de Jurassic World, quatrième opus de la saga Jurassic Park. Il y joue l'un des neveux de la directrice du parc Claire Deering, interprétée par Bryce Dallas Howard.
En 2022, il joue un missionnaire chrétien appelé Thomas dans The Whale, lauréat d'un Oscar, réalisé par Darren Aronofsky.
En 2023, il retrouve le rôle de Dalton Lambert dans Insidious : Chapitre 4.

## Filmographie

### Cinéma

#### Longs métrages
- 2005 : La Guerre des mondes (War of the Worlds) de Steven Spielberg : Un garçon de trois ans
- 2006 : Little Children de Todd Field : Aaron Adamson
- 2006 : Les Fous du roi (All the King’s Men) de Steven Zaillian : Jack Burden jeune
- 2008 : Gardens of the Night de Damian Harris : Dylan Whitehead
- 2008 : Le Prix de la loyauté (Pride and Glory) de Gavin O'Connor : Matthew Egan
- 2009 : Les Noces rebelles (Revolutionary Road) de Sam Mendes : Michael Wheeler
- 2009 : Family of Four de John Suits : Tommy Baker
- 2010 : Les Trois Prochains Jours (The Next Three Days) de Paul Haggis : Luke
- 2011 : Insidious de James Wan : Dalton Lambert
- 2012 : Arcadia de Olivia Silver : Nat
- 2012 : Extraction (Extracted) de Nir Paniry : Anthony jeune
- 2013 : Insidious : Chapitre 2 (Insidious Chapter 2) de James Wan : Dalton Lambert
- 2013 : Iron Man 3 de Shane Black : Harley Keener
- 2015 : Jurassic World de Colin Trevorrow : Gray Mitchell
- 2015 : Meadowland de Reed Morano : Adam
- 2015 : Hangman d'Adam Mason : Max
- 2016 : The Nice Guys de Shane Black : Bobby
- 2017 : Deliberation de Amanda Row : Marcus
- 2019 : Avengers : Endgame de Anthony et Joe Russo : Harley Keener (caméo)
- 2021 : Where's Rose de John Mathis : Eric Daniels
- 2022 : The Whale de Darren Aronofsky : Thomas
- 2023 : Insidious: The Red Door de Patrick Wilson : Dalton Lambert
- 2023 : The Re-Education of Molly Singer de Andy Palmer : Elliot

#### Courts métrages
- 2009 : Abracadabra de Julie Pacino : Tucker
- 2010 : Sitters Street de Charlotte Barrielle et Ryan Simpkins : Mitchell
- 2015 : Barbados de Misha Manson-Smith : Gary

### Télévision

#### Séries télévisées
- 2001 - 2002 : On ne vit qu'une fois (One Life to Live) : Jonathan « Jack » Manning
- 2001 - 2005 : Haine et Passions (Guiding Light) : Jude Cooper Bauer
- 2005 : New York, section criminelle (Law and Order : Criminal Intent) : Jake Nikos
- 2008 : Les Experts (CSI : Crime Scene Investigation) : Tyler Waldrip
- 2008 : Private Practice : Braden Tisch
- 2016 : Les Griffin (Family Guy) : L'enfant au tambour (voix)
- 2019 : Chimerica : Lee Berger
- 2021 : Docteure Doogie (Doogie Kamealoha, M.D.) : Anthony

### Doublage

#### Jeux vidéo
- 2015 : Lego Jurassic World : Gray Mitchell
- 2015 : Lego Dimensions : Gray Mitchell
- 2016 : Lego Marvel's Avengers : Harley Keener

## Distinctions

### Récompenses
- Saturn Awards 2016 : Meilleur jeune acteur pour Jurassic World

## Voix françaises
En France
- Victor Biavan dans Jurassic World
- Antoine Ferey dans The Whale
- Aurélien Raynal dans Insidious: The Red Door

Au Québec
- Charles Sirard-Blouin dans :
  - Insidieux
  - Iron Man 3